# Runciman-jelentés
A Runciman-jelentés Lord Walter Runciman 1938. szeptemberi csehszlovákiai megbízatásának tapasztalatait foglalja össze. A küldetés legfontosabb célja Csehszlovákia kormánya és a szeparatista németeket képviselő Szudétanémet Párt közötti közvetítés volt. Ez a veszély azzal fenyegetett, hogy akár egész Európát háborúba sodorja. A brit miniszterelnöknek, Neville Chamberlainnek és a csehszlovák elnöknek, Edvard Benešnek 1938. szeptember 21-én levél formájában elküldött ajánlások azt tartalmazták, hogy a náci Németország által igényelt területeket adják oda neki. Ezzel ki volt kövezve az út az 1938. szeptember 30-án aláírt müncheni egyezmény előtt.
Egyes bizonyítékok arra utalnak, hogy a jelentés egy részét később – talán Frank Ashton Gwatkin, a küldetés egyik vezetője, a külügyminisztérium egyik alkalmazottja – újraszövegezte – hogy az ajánlás teljes egészében megfeleljen a brit politikának.